# Syncarpha
Syncarpha là một chi thực vật có hoa trong họ Cúc (Asteraceae).

## Loài
Chi Syncarpha gồm các loài: